# Rainham (Londen)
Rainham is een wijk in het Londense bestuurlijke gebied Havering, in de regio Groot-Londen.

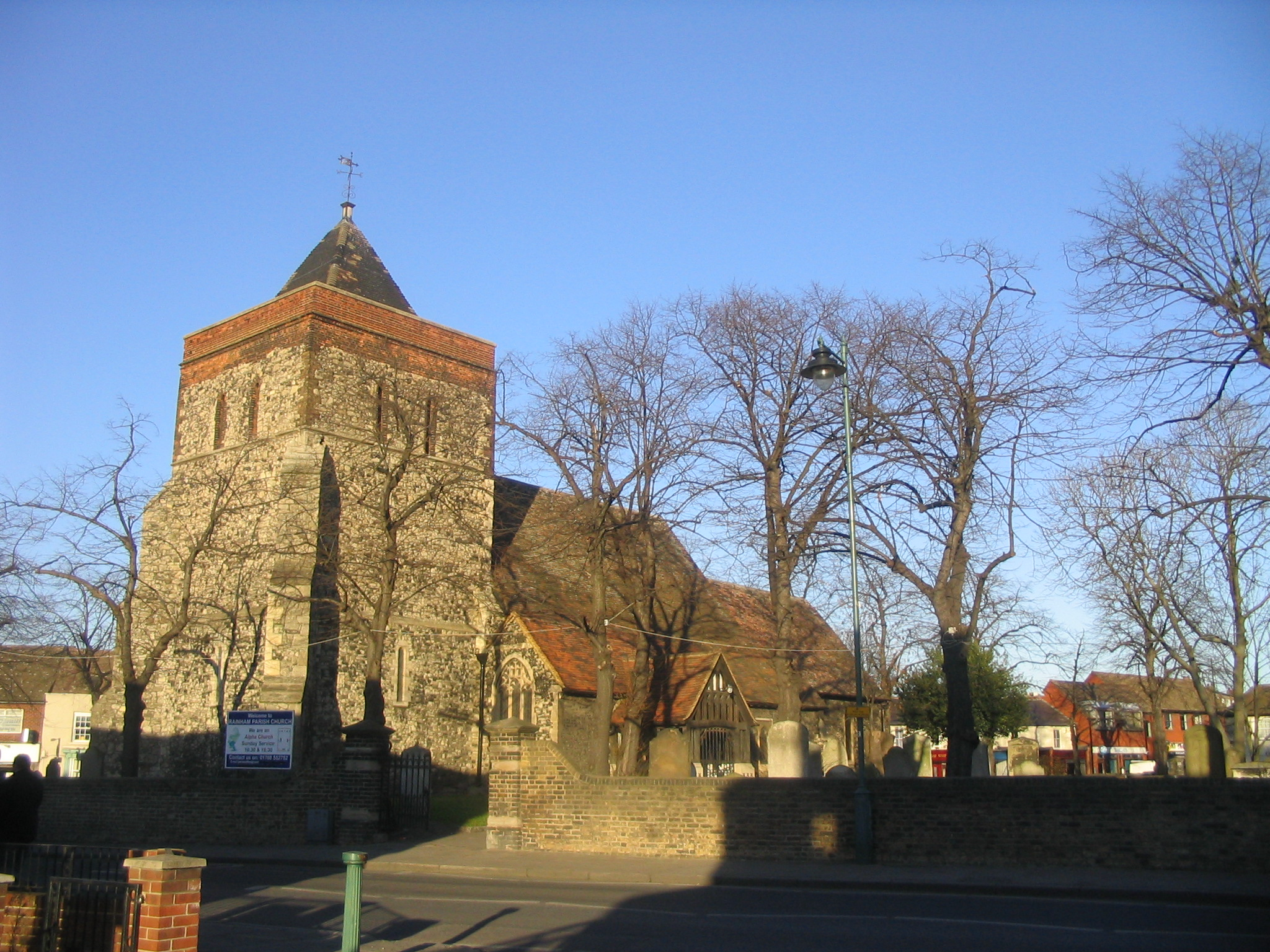
Kerk van Rainham

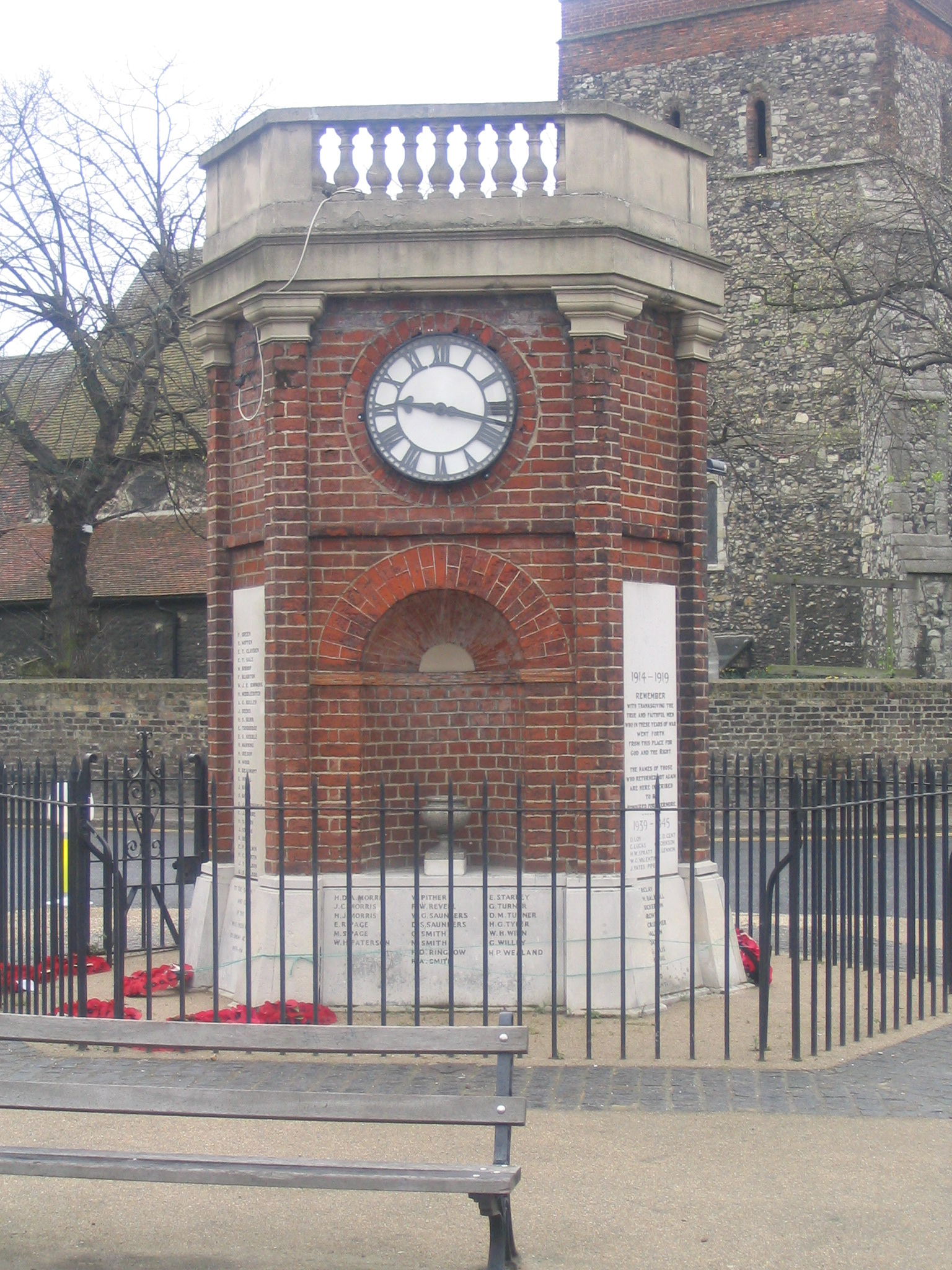
Klokkentoren in Rainham